# Mohamed Ali Nahdi
Mohamed Ali Nahdi (arabe : محمد علي النهدي), né le 11 mai 1972, est un acteur et réalisateur tunisien. Il est le fils de l'acteur Lamine Nahdi et de la chanteuse Souad Mahassen. Mohamed Ali Nahdi est diplômé du Conservatoire libre du cinéma français, section montage.

## Cinéma

### Réalisateur
- 2008 : Le Projet (court métrage)[1]
- 2010 : Il était une fois l'aube (court métrage)[2]
- 2011 : Enfin je m'exprime (documentaire)[3]

### Acteur

#### Longs métrages
- 1997 : Keswa, le fil perdu (ht) de Kalthoum Bornaz
- 1999 : Noces de lune de Taïeb Louhichi
- 2001 : Fatma de Khaled Ghorbal
- 2004 : La Villa de Mohamed Damak
- 2009 : Cinecittà (ar) d'Ibrahim Letaïef[4]
- 2011 : Or noir de Jean-Jacques Annaud

#### Courts métrages
- 1999 : Tunis... fille du siècle de Taïeb Jallouli[5]
- 2006 : Le Papillon d'Amel Chehed
- 2009 : Obsession d'Amine Chiboub[6]
- 2010 : Il était une fois l'aube de Mohamed Ali Nahdi[3]

## Télévision

### Séries
- 1992 : Weld Ennes de Moncef Dhouib
- 1998 : Îchqa wa Hkayet de Slaheddine Essid
- 2000 : Scoop El Youm d'Elyes Baccar
- 2005 : Aoudat Al Minyar de Habib Mselmani : Ameur Châaili
- 2006 : Hkeyet El Aroui de Habib Jomni
- 2008 : House of Saddam d'Alex Holmes, Stephen Butchard et Sally El Hosaini
- 2010 :
  - Casting de Sami Fehri
  - Dar Lekhlaa d'Ahmed Rjeb et Nabil Bessaïda : Harboucha
- 2011 : Njoum Ellil de Mehdi Nasra (saison 3)
- 2012 : Bent Walad de Sami Mezni
- 2014-2015 : Naouret El Hawa de Madih Belaïd : Ridha
- 2017 : Bolice 4.0 de Majdi Smiri
- 2019 :
  - L'Affaire 460 de Majdi Smiri
  - Machair de Muhammet Gök
- 2024 : Fallujah de Saoussen Jemni : Mohsen Ben Jemâa

### Téléfilms
- 2003 : Le Dernier Jour de Pompéi de Peter Nicholson (docufiction)
- 2007 : Le Sacre de l'homme de Jacques Malaterre (docufiction)

### Émissions
- 2013 : Dhouk Tohsel (épisode 11) sur Tunisna TV
- 2014 : L'anglizi (épisode 12) sur Tunisna TV

### Vidéos
- 2011 : I Love Tunisia, the place to be now de Mohamed Ali Nahdi et Majdi Smiri
- 2013 : Matadhrabnich (Ne me frappe pas), campagne pour la réforme du système policier
- 2017 : Bikch (clip) de Walid Nahdi

## Théâtre
- 1998 :
  - Aïchou Shakespeare, mise en scène de Mohamed Driss
  - Les Oiseaux du paradis d'Elyès Baccar
- 2012 : Ezzmegri (one-man-show), mise en scène de Lamine Nahdi
- 2013 : Nahdi et Nahdi